# Humboldt-Monument

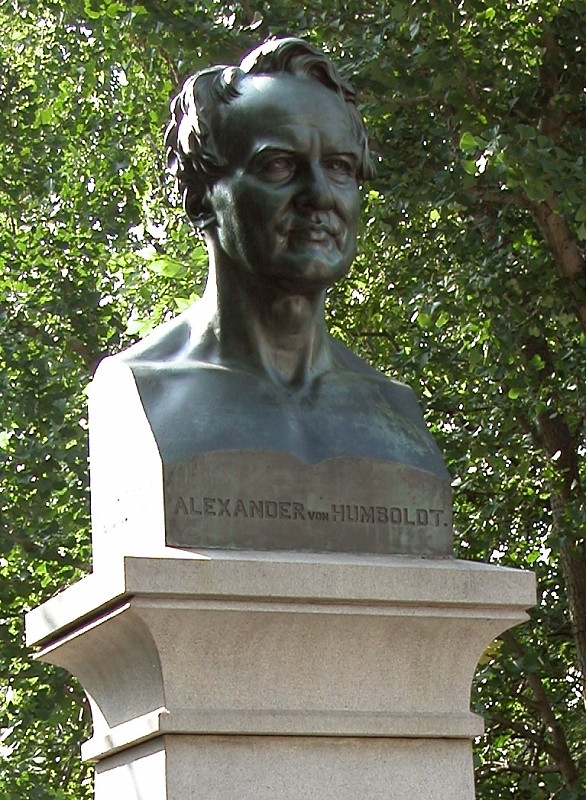
Denkmal zu Ehren von Alexander von Humboldt

Der Entwurf zu dem Denkmal zu Ehren von Alexander von Humboldt (1769–1859) stammt von Gustav Bläser, wurde von Georg Ferdinand Howaldt (1802–1883) in Braunschweig als Bronzedenkmal umgesetzt und am 14. September 1869 im Central Park von New York aufgestellt. Ursprünglich war es an der 59th Street und Fifth Avenue platziert und wurde 1981 in die Nähe des American Museum of Natural History, Central Park West und West 77th Street, verlegt. Nach dem für Friedrich Schiller errichteten Denkmal ist dieses das zweitälteste im Central Park.
Alexander von Humboldt verbrachte 1804 auf Einladung einen Abend bei Präsident Thomas Jefferson. Nachdem 1803 der Louisiana Purchase das Staatsgebiet der USA deutlich erweiterte, kam es mit Spanien zu Grenzstreitigkeiten, da die USA das spanische Texas und die Gebiete bis zu den Rocky Mountains nun als eigenes Territorium ansahen. Einerseits bewunderte Jefferson die wissenschaftlichen Leistungen Humboldts, andererseits sollte dieser ihm weitere Informationen zu den strittigen Gebieten und zu Mexiko selbst liefern.
Humboldts Besuch blieb in guter Erinnerung von Jefferson, der auch Kartenmaterial erhielt. Aus späterer Zeit ist laut folgende Äußerung überliefert: „Doch ich war tatsächlich begeistert, weil ich mehr Informationen über die verschiedensten Dinge in weniger als zwei Stunden erhielt, als ich in den beiden vergangenen Jahren gelesen oder gehört habe.“

## Galerie

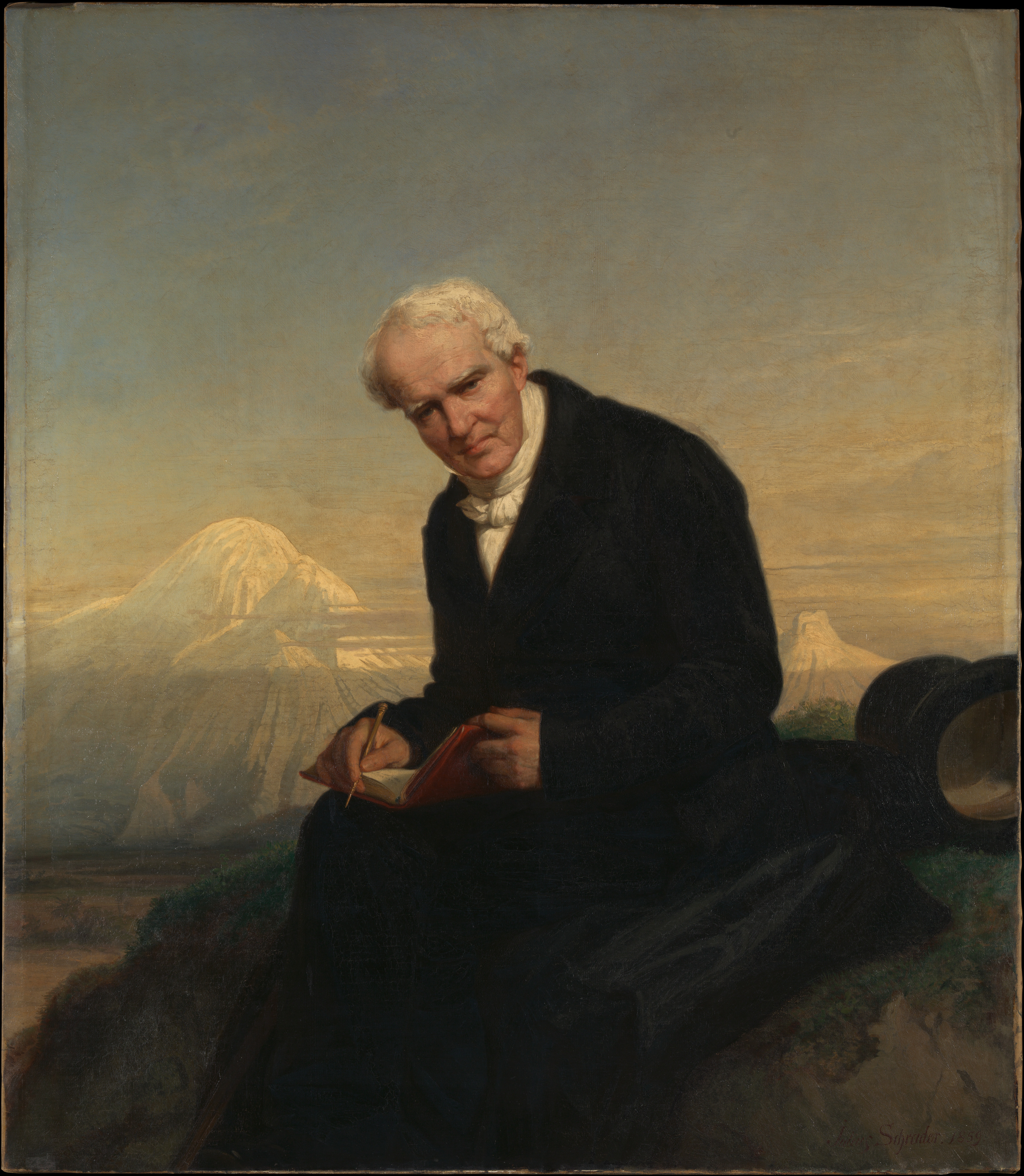
Alexander von Humboldt
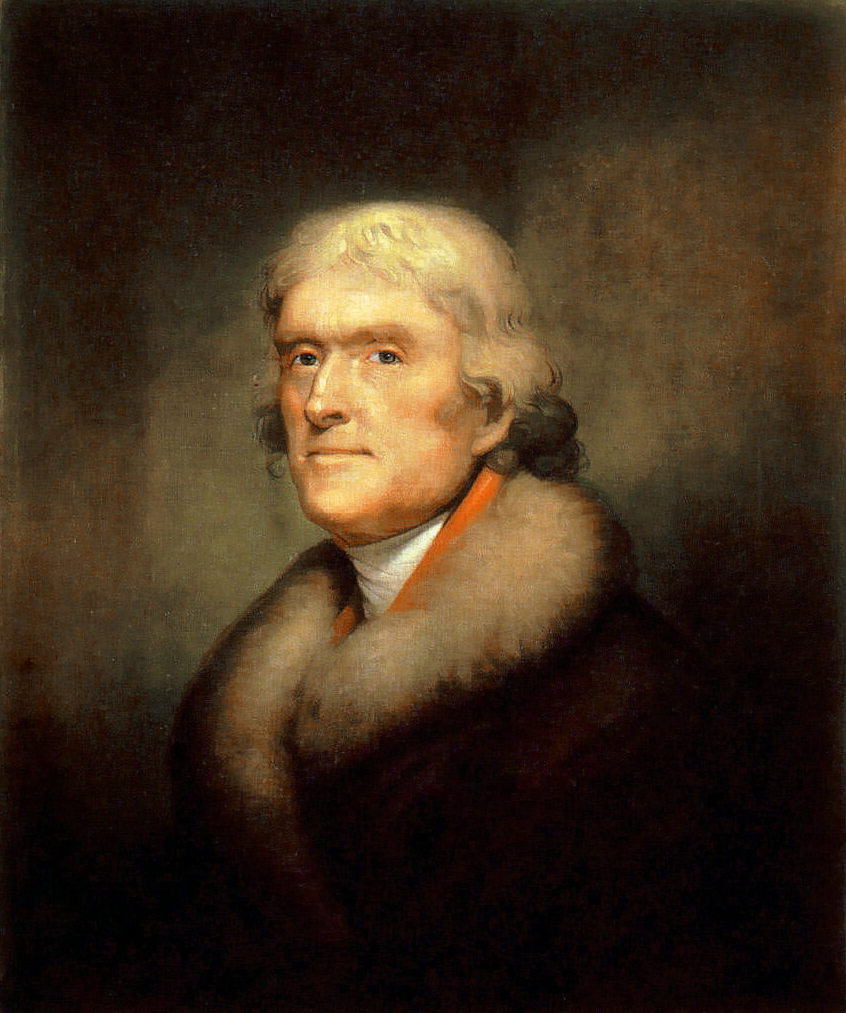
Thomas Jefferson (1805)
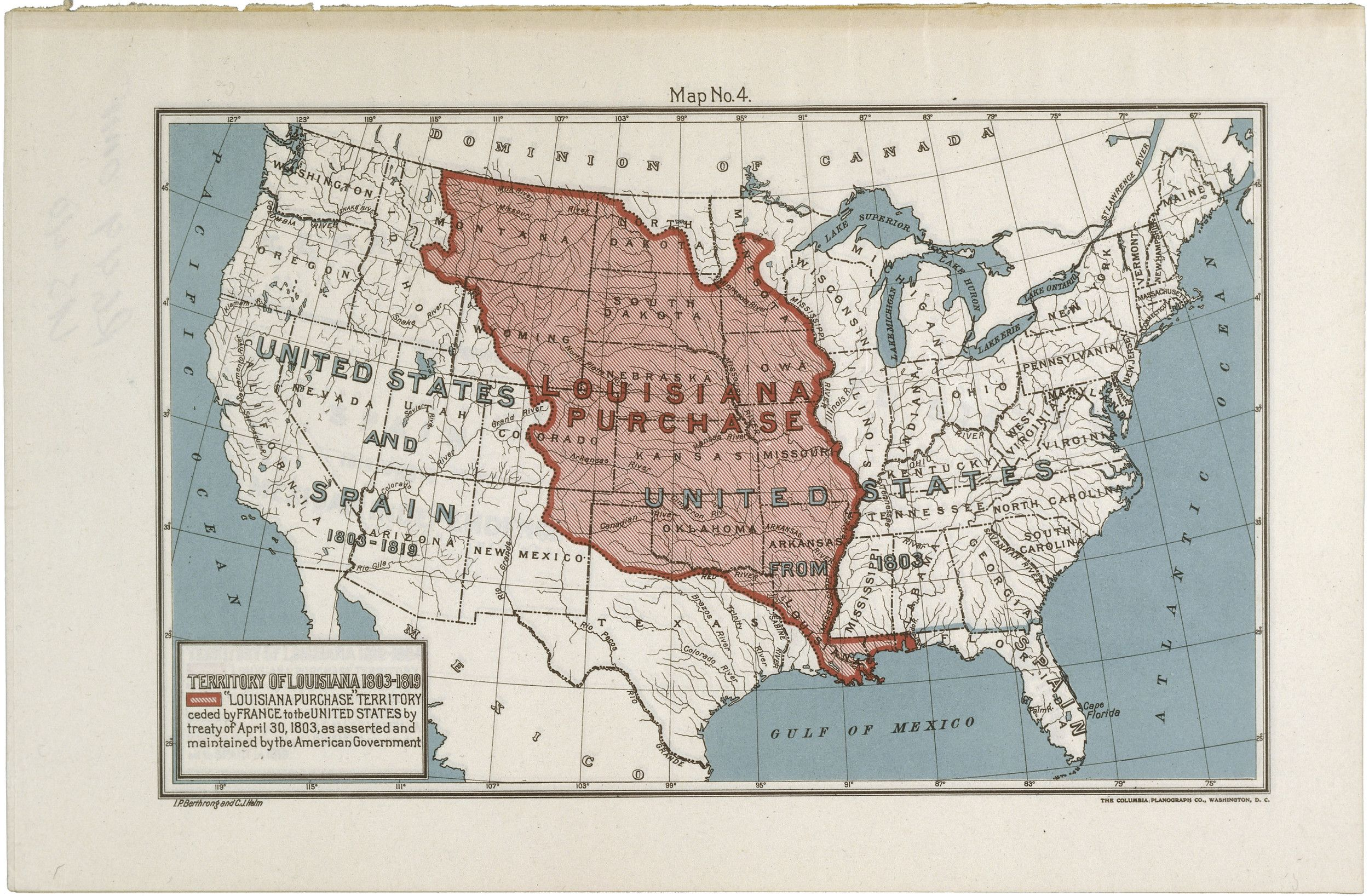
Louisiana Purchase
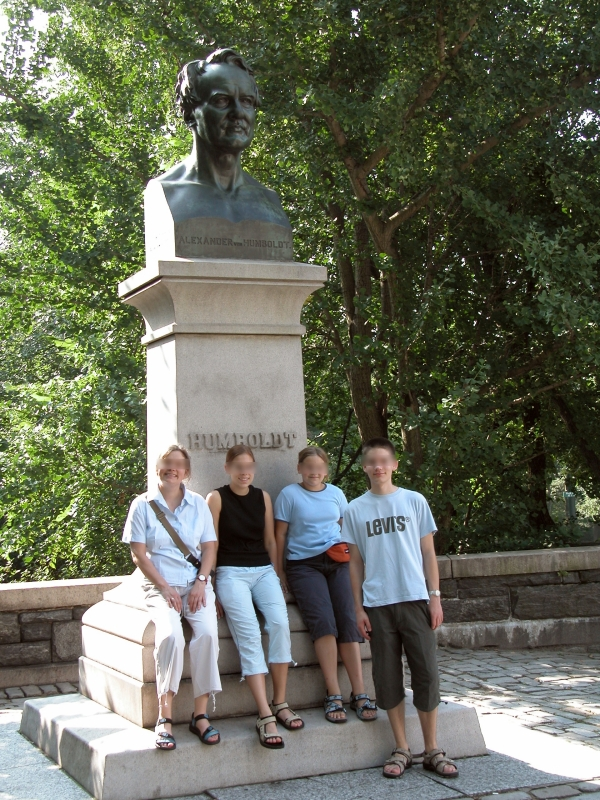
Denkmal zu Ehren Alexander von Humboldts